# 奧紗瑛子
奧紗瑛子（日语：奥 紗瑛子，1992年8月20日—），日本女性配音員。出身於埼玉縣。身高159cm。O型血。

## 人物簡介
AIR AGENCY所屬，專門學校ESP行為藝術學校、AIR AGENCY聲優養成所畢業。
配音出道前曾在AT-X主辦的「我們的夏祭2015！」作為FRESH夏祭隊的一員出演。
興趣：電影鑑賞、開車、料理。特長：唱歌、舞蹈。

## 演出作品
※粗體字表示說明飾演的主要角色。

### 電視動畫
2019年
- 偶像夢幻祭（觀眾、學生）

2020年
- Lapis Re:LiGHTs（米爾菲優[5]）

### 遊戲
2016年
- 。奪！
- 蒼穹的Sky Galleon

2020年
- 王之逆襲（日语：キングスレイド）（伊索蕾）

時期未定
- Lapis Re：LiGHTs ～這個世界的偶像會用魔法～（米爾菲優[6]）

### 數位漫畫
2020年
- 母飯＠COMIC（[7]）

### 實境
- 我們的夏祭2015！（作為FRESH夏祭隊的一員出演，AT-X，2015年8月）

### 電視節目
※記號表示說明網路電視。
- supernova的Miru Cooking♡（2020年，YouTube）※

## 音樂作品

### 角色歌曲
| 發行日期 | 標題                   | 名義                  | 曲名                 | 備註                                                    |
| 2020年   | 2020年                 | 2020年                | 2020年               | 2020年                                                  |
| -------- | ---------------------- | --------------------- | -------------------- | ------------------------------------------------------- |
| 2月5日   | START the MAGIC HOUR   | supernova             | 「Trinity」 「RISE」 | 《Lapis Re：LiGHTs ～這個世界的偶像會用魔法～》相關歌曲 |
| 7月8日   | 我們的STARTRAIL/星象館 | Lapis Re:LiGHTS Stars | 「私STARTRAIL」      | 電視動畫《Lapis Re：LiGHTs》片頭主題曲                  |

## 腳註

## 外部連結
- AIR AGENCY公式官網的聲優簡介 （页面存档备份，存于） （日語）
- 奧紗瑛子的X（前Twitter） （日語）